# Gibsoniothamnus cornutus
Gibsoniothamnus cornutus är en tvåhjärtbladig växtart som först beskrevs av John Donnell Smith, och fick sitt nu gällande namn av Alwyn Howard Gentry. Gibsoniothamnus cornutus ingår i släktet Gibsoniothamnus och familjen Schlegeliaceae. Inga underarter finns listade i Catalogue of Life.